# Flip the Frog

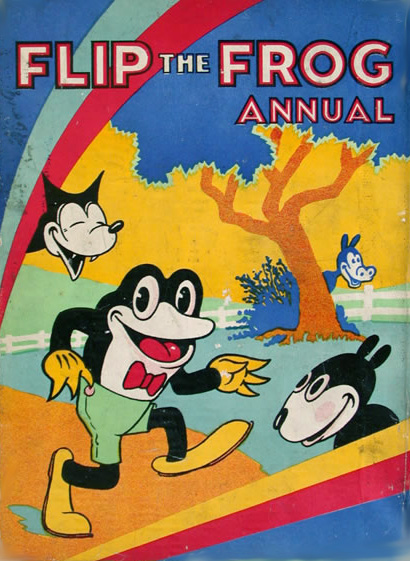
Flip the frog (El sapo Flip)

Flip the Frog (El sapo Flip) es un personaje de dibujos animados creado por el dibujante Ub Iwerks. Fue el protagonista de una serie de caricaturas producidas por Pat Powers y distribuido a través de Metro-Goldwyn-Mayer and Celebrity Productions, entre 1930 y 1933. 

## Home Media
Cartoons That Time Forgot: The UB Iwerks Collection (3-Volume Set) (1993, later reissued on DVD by Image Entertainment in 2003)

## La historia de Flip
Flip fue creado por Ub Iwerks, antiguo animador de los Estudios Disney y amigo personal de Walt Disney en 1930, en su productora Iwerks Studios. Después de una serie de disputas entre los dos, Iwerks dejó de trabajar para Disney y llegó a aceptar una oferta de Pat Powers para operar un estudio de animación propio y recibir un sueldo de $300 a la semana, oferta que Disney no podía superar por entonces. Iwerks produciría dibujos bajo los auspicios de Powers, quien arregló un trato de distribución con la Metro-Goldwyn-Mayer. La primera serie que iba a producir iba a presentar un personaje llamado "El Sapo Tony", pero a Iwerks no le gustó el nombre, por lo decidió nombrarlo Flip.
Ub Iwerks planeó lanzar la serie simultáneamente en colores y en blanco y negro a través de la Celebrity Productions, Inc. La serie atrajo atención pública en Inglaterra por ser la primera serie de dibujos animados en ser filmada en un sistema denominado Multicolor. Estos cortos fueron exhibidos a color en Inglaterra, pero no en los Estados Unidos, donde fueron hechas. Después de haberse completado la producción de cuatro cortos (Fiddlesticks, Flying Fists, Puddle Pranks y Little Orphan Willie), MGM empezó a distribuir la serie con la exhibición de Fiddlesticks y Flyin' Fists. Little Orphan Willie y Puddle Pranks nunca fueron registrados por derechos de autor y quedaron en el dominio público. MGM decidió producir la serie totalmente en blanco y negro, estrenando los cortometrajes a color únicamente en copias monocromáticas. Algunos han especulado que Techno-Cracked (1933) pudo haber sido fotografiado en el proceso Cinecolor, del cual Iwerks usó extensivamente en su serie ComiColor de mediados de los años 30.
El estudio de Iwerks comenzó rápidamente a acumular nuevos talentos, tales como los animadores Fred Kopietz, Irv Spence, Grim Natwick, y Chuck Jones (quien se inició limpiando micas de celuloide antes de partir al estudio de Leon Schlesinger). Después de las dos primeras entregas, la apariencia de Flip poco a poco se tornó menos semejante a la de una rana. Esto fue hecho bajo el estímulo de MGM, quienes pensaban que la serie iba a ser mejor recibida si el personaje era más humanizado. Este importante rediseño se atribuye a Grim Natwick, quien se hizo un nombre en Fleischer Studios con la creación de Betty Boop. Natwick también tuvo una mano en transformar a la novia de Flip, la cual inicialmente era una rana o una gata, pero que terminó convirtiéndose en Fifi, una joven mujer visualmente similar a Betty, incluso en los rizos.
La personalidad de la rana también empezó a desarrollarse. A medida que la serie avanzaba, Flip pasó a ser más bien un personaje chaplinesco que vivía conflictos cotidianos en la atmósfera de la Gran Depresión. Debido a la afluencia de dibujantes provenientes de Nueva York, tales como Natwick, los cortos eran cada vez más subidos de tono. En Room Runners (1932), Flip, como siempre sin dinero ni suerte, intenta escabullirse de su hotel, con el fin de evitar el pago de la renta vencida. En un gag Flip observa a una chica duchándose a través del ojo de la cerradura. En The Office Boy, del mismo año, Flip intenta conseguir un trabajo de junior de oficina y se halla con una secretaria sexy. En un punto en el corto, un travieso ratón que el sapo intenta aprehender termina sacándole la falda a la secretaria. En A Chinaman's Chance (1933), Flip y su perro rastrean al famoso criminal chino "Chow Mein". Mientras investiga en una lavandería china, Flip se tropieza en un antro de opio, donde lo inhala a través de una pipa, y empieza a alucinar.
El personaje eventualmente haría su última aparición en Soda Squirt, estrenado el 12 de octubre de 1933. Para entonces, Iwerks había sustituido a la serie con una nueva protagonizada por un imaginativo mentiroso llamado Willie Whopper. Con el tiempo, Flip quedó en el olvido. Sin embargo, el personaje volvería a tener cierta popularidad cuando entusiastas de la animación e historiadores empezaron a indagar las producciones de Iwerks. Todos los dibujos animados del Sapo Flip están disponibles en una colección de DVD editada en Francia por Mk2/Lobster (región 2). Para la región 1 la colección Cartoons That Time Forgot lanzó la mayoría de los cortos de la serie.

## Filmografía

### 1930
| Título                 | Animador                              | Fecha de lanzamiento     |
| ---------------------- | ------------------------------------- | ------------------------ |
| Fiddlesticks           | Ub Iwerks, Fred Kopietz y Tony Pabian | 16 de agosto de 1930     |
| Flying Fists           | Ub Iwerks                             | 6 de septiembre de 1930  |
| The Village Barver     | Ub Iwerks y Fred Kopietz              | 27 de septiembre de 1930 |
| Little Orphan Willie   | Ub Iwerks                             | 18 de octubre de 1930    |
| The Cuckoo Murder Case | Ub Iwerks y Irven Spence              | 18 de octubre de 1930    |
| Puddle Pranks          | Ub Iwerks                             | 6 de diciembre de 1930   |

### 1931
| Título                 | Animador                 | Fecha de lanzamiento     |
| ---------------------- | ------------------------ | ------------------------ |
| The Village Smithy     | Grim Natwick             | 31 de enero de 1931      |
| The Soup Song          | Ub Iwerks y Fred Kopietz | 31 de enero de 1931      |
| Laughing Gas           | Ub Iwerks                | 14 de marzo de 1931      |
| Ragtime Romeo          | Ub Iwerks y Grim Natwick | 2 de mayo de 1931        |
| The New Car            | Ub Iwerks y Grim Natwick | 25 de julio de 1931      |
| Movie Mad              | Ub Iwerks                | 29 de agosto de 1931     |
| The Village Specialist | Ub Iwerks                | 12 de septiembre de 1931 |
| Jail Birds             | Ub Iwerks y Grim Natwick | 26 de septiembre de 1931 |
| Africa Squeaks         | Ub Iwerks y Grim Natwick | 17 de octubre de 1931    |
| Spooks                 | Ub Iwerks y Grim Natwick | 21 de diciembre de 1931  |

### 1932
| Título           | Animador                                               | Fecha de lanzamiento    |
| ---------------- | ------------------------------------------------------ | ----------------------- |
| The Milkman      | Ub Iwerks, Fred Kopietz y Grim Natwick                 | 20 de febrero de 1932   |
| Fire-Fire        | Ub Iwerks                                              | 5 de marzo de 1932      |
| What a Life      | Ub Iwerks                                              | 26 de marzo de 1932     |
| Puppy Love       | Ub Iwerks                                              | 30 de abril de 1932     |
| School Days      | Ub Iwerks                                              | 14 de mayo de 1932      |
| The Bully        | Ub Iwerks                                              | 18 de junio de 1932     |
| The Office Boy   | Pete Burness, Chuck Jones, Fred Kopietz y Grim Natwick | 16 de julio de 1932     |
| Room Runners     | Shamus Culhane, Grim Natwick y Irven Spence            | 13 de agosto de 1932    |
| Stormy Seas      | Ub Iwerks y Grim Natwick                               | 22 de agosto de 1932    |
| Circus           | Ub Iwerks                                              | 27 de agosto de 1932    |
| The Goal Rush    | Ub Iwerks y Grim Natwick                               | 3 de octubre de 1932    |
| The Pony Express | Shamus Culhane, Al Eugester y Grim Natwick             | 27 de octubre de 1932   |
| The Music Lesson | Ub Iwerks, Shamus Culhane, Chuck Jones y Grim Natwick  | 29 de octubre de 1932   |
| Nurse Maid       | Shamus Culhane                                         | 26 de noviembre de 1932 |
| Funny Face       | Shamus Culhane y Grim Natwick                          | 24 de diciembre de 1932 |

### 1933
| Título               | Animador                                                            | Fecha de lanzamiento  |
| -------------------- | ------------------------------------------------------------------- | --------------------- |
| Coo Coo the Magician | Shamus Culhane y Grim Natwick                                       | 21 de enero de 1933   |
| Flip's Lunch Room    | Lee Blair, Shamus Culhane y Grim Natwick                            | 3 de abril de 1933    |
| Techno-Cracked       | Shamus Culhane                                                      | 8 de mayo de 1933     |
| Bulloney             | Shamus Culhane, Al Eugester y Ub Iwerks                             | 30 de mayo de 1933    |
| A Chinaman's Chance  | Shamus Culhane                                                      | 24 de junio de 1933   |
| Pale-Face            | Shamus Culhane y Al Eugester                                        | 12 de agosto de 1933  |
| Soda Squirt          | Lee Blair, Shamus Culhane, Al Eugester, Grim Natwick y Irven Spence | 12 de octubre de 1933 |

## Libro Navideño en Inglaterra
En 1932, un "libro navideño" (annual) de Flip the Frog fue publicado en Inglaterra por Dean & Son Ltd. Publicado "por convenio exclusivo con Ub Iwerks, el Autor del Personaje Fílmico, Flip The Frog", fue dibujado por Wilfred Haughton, quien también realizó los primeros annuals de Mickey Mouse para la misma editorial. El libro solo contó con una edición debido al fin de la serie en 1933 y la falta de éxito con él. La versión inicial del personaje fue utilizada en lugar de su diseño posterior. El libro contiene 11 historietas, 4 páginas en color y otros elementos que no tenían que ver con las caricaturas. Todas las aventuras tienen lugar en el exterior, a diferencia de los dibujos animados, y en compañía de personajes adicionales, incluyendo un zorro, un policía, una novia (Flap), un Tío Flop (el cual solo es mencionado), y otros que no aparecieron en las películas de dibujos animados.

## Disponibilidad
Todos los dibujos animados del Sapo Flip fueron compilados por la francesa Mk2/Lobster Films en 2004, con 2 discos DVD de "Flip the Frog".
Veintisiete de estos dibujos animados están incluidos en las dos colecciones de DVD "Cartoons That Time Forgot: The Ub Iwerks Collection Vol. 1 and 2."
Uno de los primeros cortos de Flip, Little Orphan Willie, pese a no aparecer en ninguno de los DVD anteriormente descritos, es incluido en el DVD "Return of the 30's Characters"  de Thunderbean.
Thunderbean tiene planes para lanzar 2 discos en Blu-ray con todos los dibujos animados del Sapo Flip en algún momento en el 2017.

## Leer más
- Iwerks, Leslie y Kenworthy, John. (2001): La Mano Detrás del Ratón. Disney Editions.
- Maltin, Leonard (1987): De Ratones y Magia: Una Historia de la Animación Estadounidense. Penguin Books.
- Lenburg, Jeff (1993): Los Grandes Directores de Animación. Da Capo Press.
- Flip The Frog Annual (1932). Dean & Son, Londres.
- Flip The Frog Monthly (1935). Nat & Co., Londres.